# Ordine del Lavoro (Romania)
L'Ordine del Lavoro è stata una decorazione della Romania.

## Storia
L'Ordine, il secondo istituito dopo la proclamazioni della Repubblica Popolare di Romania (R.P.R.), è stato fondato nel 1948 nell'intenzione di premiare il merito, specialmente nel campo del lavoro, ma è finito per essere concesso a coloro che avevano raggiunto risultati considerevoli in un ampio numero di settori di attività. L'Ordine aveva tre classi ed era accompagnato dal 1949, dalla decorazione "Medaglia del lavoro". Quando, nel 1965, il nome dello stato è stato cambiato in Repubblica Socialista di Romania, le lettere "R.S.R." hanno sostituito "R.P.R.". A differenza di molte decorazioni europee create durante il comunismo, quelli rumene erano generalmente di buona qualità.

## Descrizione
L'Ordine del lavoro ha le dimensioni di 46,7 x 43,5 mm e si compone di tre pezzi sovrapposti. Al centro, la falce e il martello giacciono su due spighe di grano, tra cui una stella a cinque punte in rosso smaltato. L'insieme è circondato da foglie di alloro. Lo sfondo è un sole arancione e un insieme di raggi solari a disposizione radiale. Nella parte inferiore, una sciarpa smaltata rossa, con le iniziali RPR o rispettivamente RSR. Nella Classe I, i raggi del sole sono d'oro, e le foglie d'alloro sono d'argento. Nella Classe II, i raggi del sole sono d'argento e le foglie d'alloro sono d'oro e nella Classe III, sia i raggi del sole che le foglie di alloro sono di color bronzo.
Alcune copie, per gli alti funzionari, erano fatte di metalli preziosi: oro e argento con il titolo 750, del peso di 35 g.

## Insegne
- L'insegna è uno scudetto in rilievo in bronzo dorato ed uno stemma in smalto rosso con la costruzione in due parti: sul diritto compare un sole arancione raggiante nella parte centrale, nella metà inferiore un nastro di smalto rosso con al centro le lettere RPR, una corona d'alloro, spighe di grano, la falce e il martello e una piccola stella a cinque punte in smalto rosso; sul rovescio un perno e una barra verticale per la chiusura.
- Il nastro è giallo con bordi rossi.

Ordine del Lavoro Classe Ia, IIa e IIIa
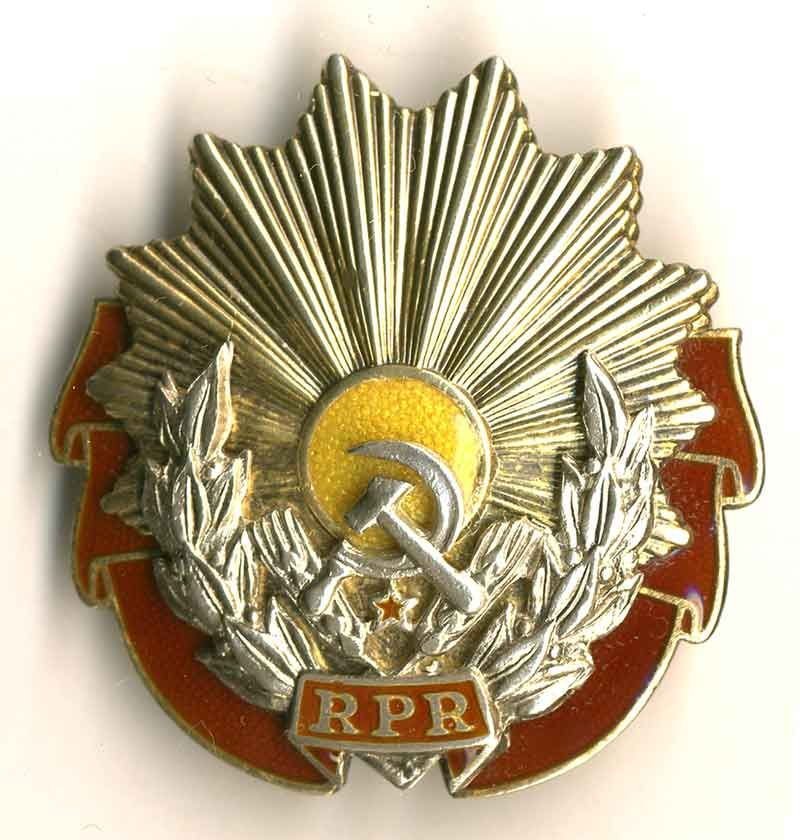
Ordine del Lavoro Classe Ia, RPR
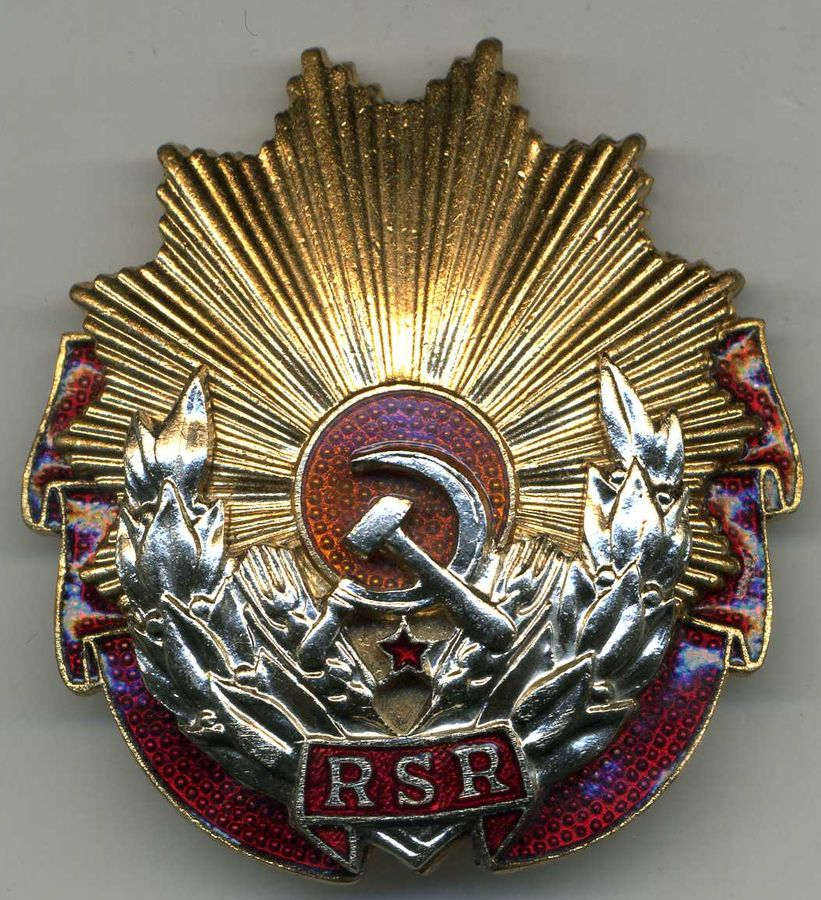
Ordine del Lavoro Classe Ia, RSR
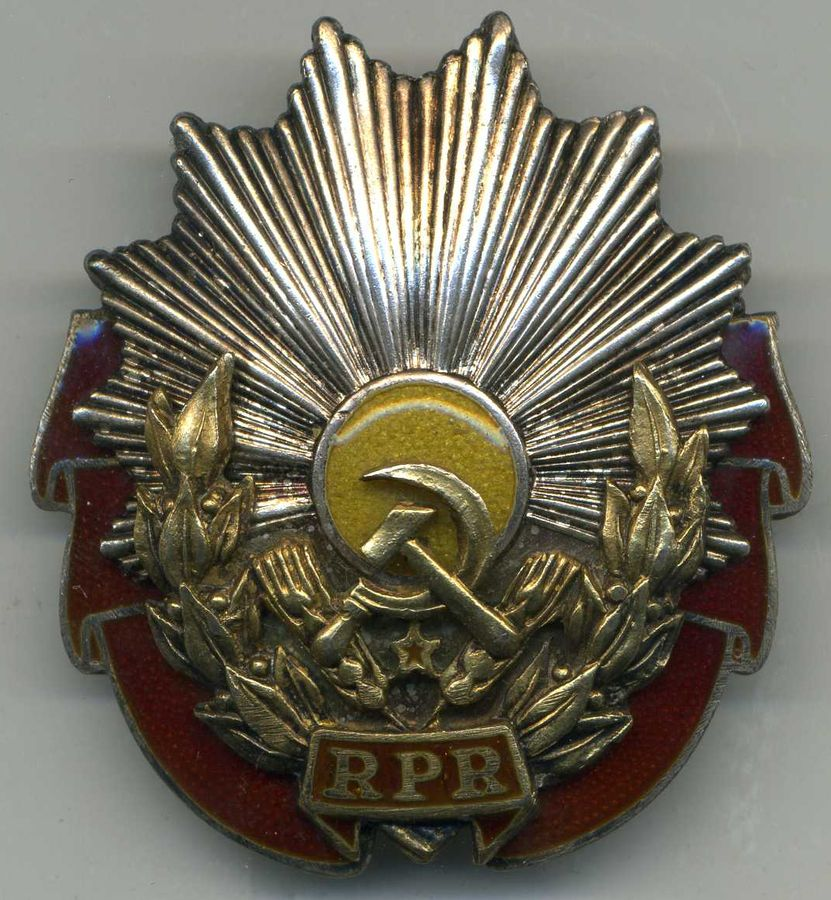
Ordine del Lavoro Classe IIa, RPR
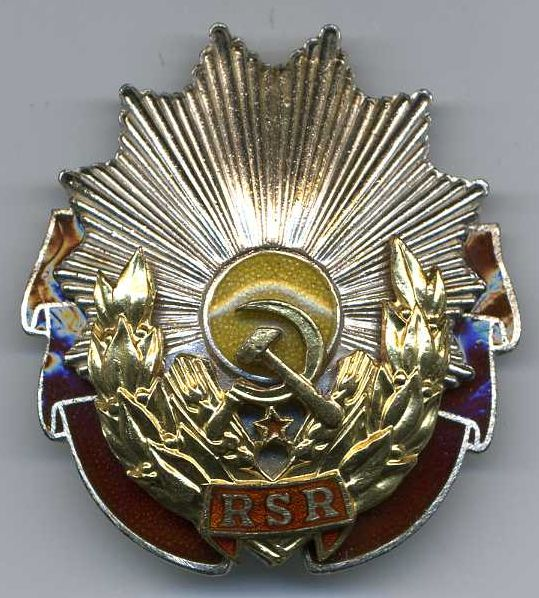
Ordine del Lavoro Classe IIa, RSR
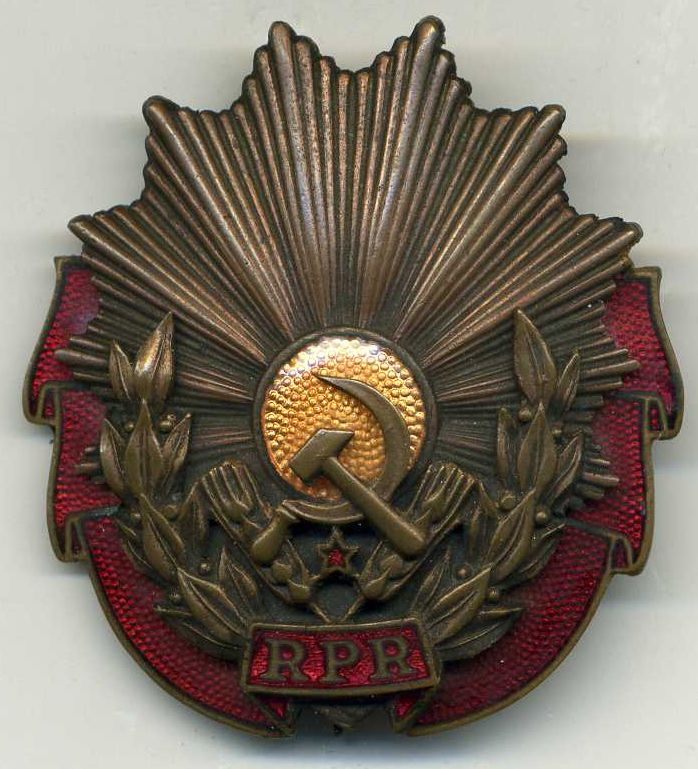
Ordine del Lavoro Classe IIIa, RPR
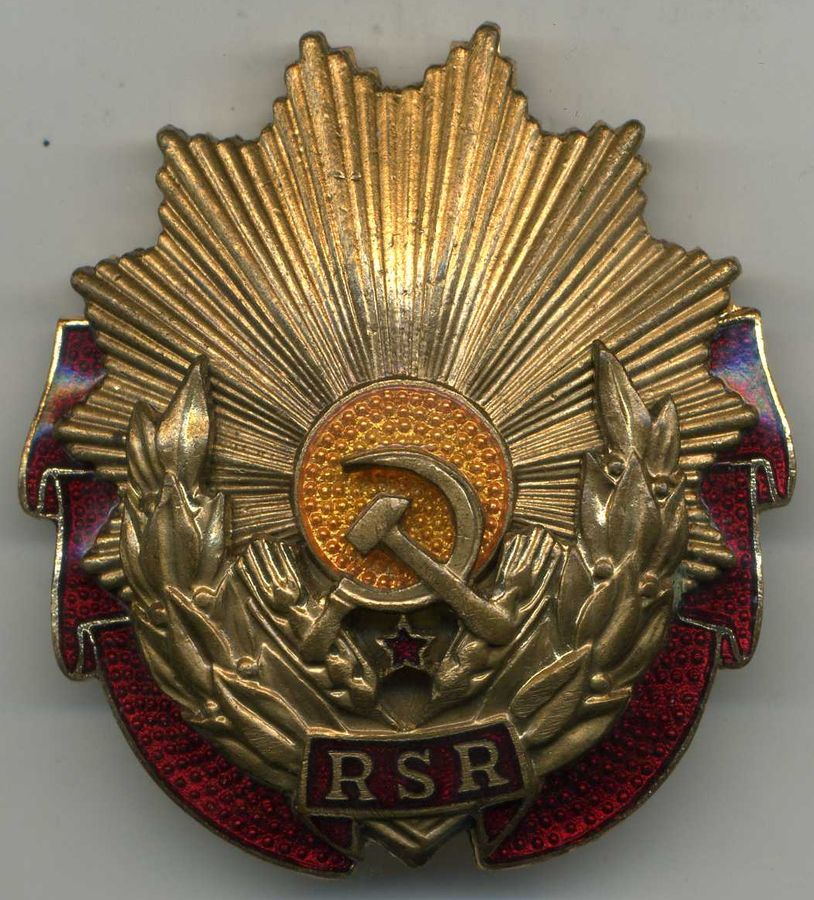
Ordine del Lavoro Classe IIIa, RSR

## Medaglia del Lavoro

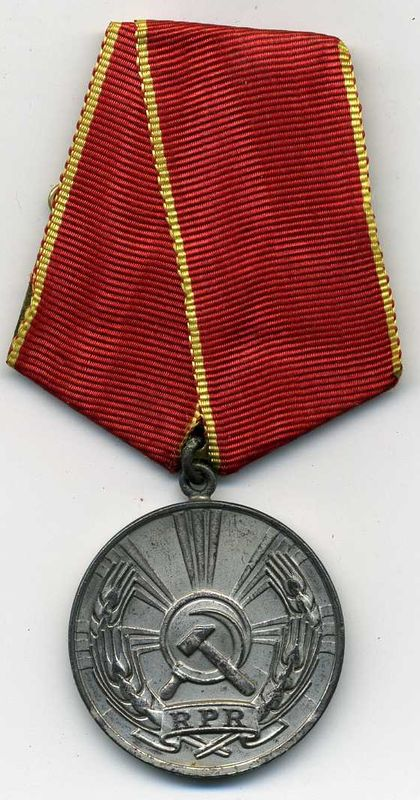
Medalia Muncii.

La decorazione Medaglia del Lavoro è stata istituita con Decreto del Consilio di Stato nr. 172/1949 e la regolazione delle sue caratteristiche è stata aggiornata dal Decreto n. 414/1953. Questi atti sono stati abrogati dalla legge n. 7 dell'8 gennaio 1998. La medaglia veniva assegnata, secondo l'iscrizione sul retro, "per merito eccezionale nel lavoro".